# Sylvisorex granti
Sylvisorex granti es una especie de musaraña de la familia Soricidae.

## Distribución geográfica
Se encuentra en los bosques de montañas del centro de la República Democrática del Congo, Kenia, Ruanda, Tanzania y Uganda.

## Subespecies
Sylvisorex granti granti, Thomas, 1907
Sylvisorex granti mundus, Osgood, 1910.

## Hábitat
Su hábitat natural son: montañas húmedas subtropicales o tropicales. 